# 丁喆
丁喆，回族，中华人民共和国官员、全国脱贫攻坚先进个人。

## 生平
丁喆任河北省邯郸市魏县原县委常委、副县长（挂职），国务院国资委企业领导人员管理一局综合处处长。因在脱贫攻坚战中作出突出贡献，2021年2月25日全国脱贫攻坚总结表彰大会上，丁喆被授予“全国脱贫攻坚先进个人”。